# Meiothecium diversifolium
Meiothecium diversifolium là một loài Rêu trong họ Sematophyllaceae. Loài này được (Renauld & Cardot) Broth. mô tả khoa học đầu tiên năm 1908.